# 密细亚

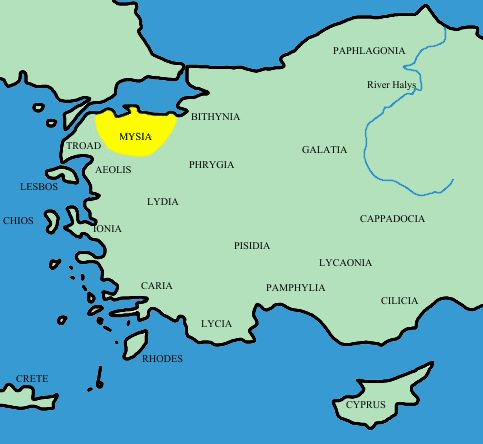
密细亚的地理位置

密细亚（希腊语：Μυσία），《圣经和合本》译为每西亚，安纳托利亚历史上的一个地区，位于今土耳其亚洲部分的西北部。
密细亚位于马尔马拉海的南岸，东面与比提尼亚交界，东南面与弗里吉亚接壤，南面与吕底亚相邻，西南面是埃俄利亚，西面为特羅亞德。在古代，这里的居民主要是密细亚人、弗里吉亚人、埃俄利亚人和希腊人。整个地区的确切范围是难于确定的，因为与弗里吉亚接壤的边界经常变动，而特罗阿德曾被划为密细亚的一部分。传统上将密细亚的北部称为小密细亚，南部称为大密细亚或帕加马。
密细亚的主要地貌特征是境内的两座山脉：北面的烏魯達山和南面的特姆努斯山。在古代，密细亚地区最重要的城市无疑是位于巴克尔河河谷的帕加马，以及马尔马拉海海滨的库梓科斯。整个密细亚沿海地区布满了希腊人的殖民城市。
希腊神话中，参加特洛伊战争的希腊联军在渡海后曾将密细亚误认为是特洛伊，因而在当地登陆并进行劫掠。密细亚国王忒勒福斯打退了希腊人的进攻，但自己也被希腊英雄阿客琉斯的标枪所伤。荷马在伊利亚特中则列举密细亚为特洛伊人的盟友，率领密细亚军的英雄是恩诺摩斯和克罗弥俄斯两兄弟。荷马所说的密细亚似乎远小于历史上的密细亚地区。
考古学家已经在密细亚发现了一些用弗里吉亚语的一种方言书写的铭文。

## 资料来源
- 本条目包含来自公有领域出版物的文本: Chisholm, Hugh (编).  (第11版). London: Cambridge University Press. 1911.